# 32 Orionis
32 Orionis è una stella bianco-azzurra nella sequenza principale di magnitudine 4,2 situata nella costellazione di Orione. Dista 289 anni luce dal sistema solare.

## Osservazione

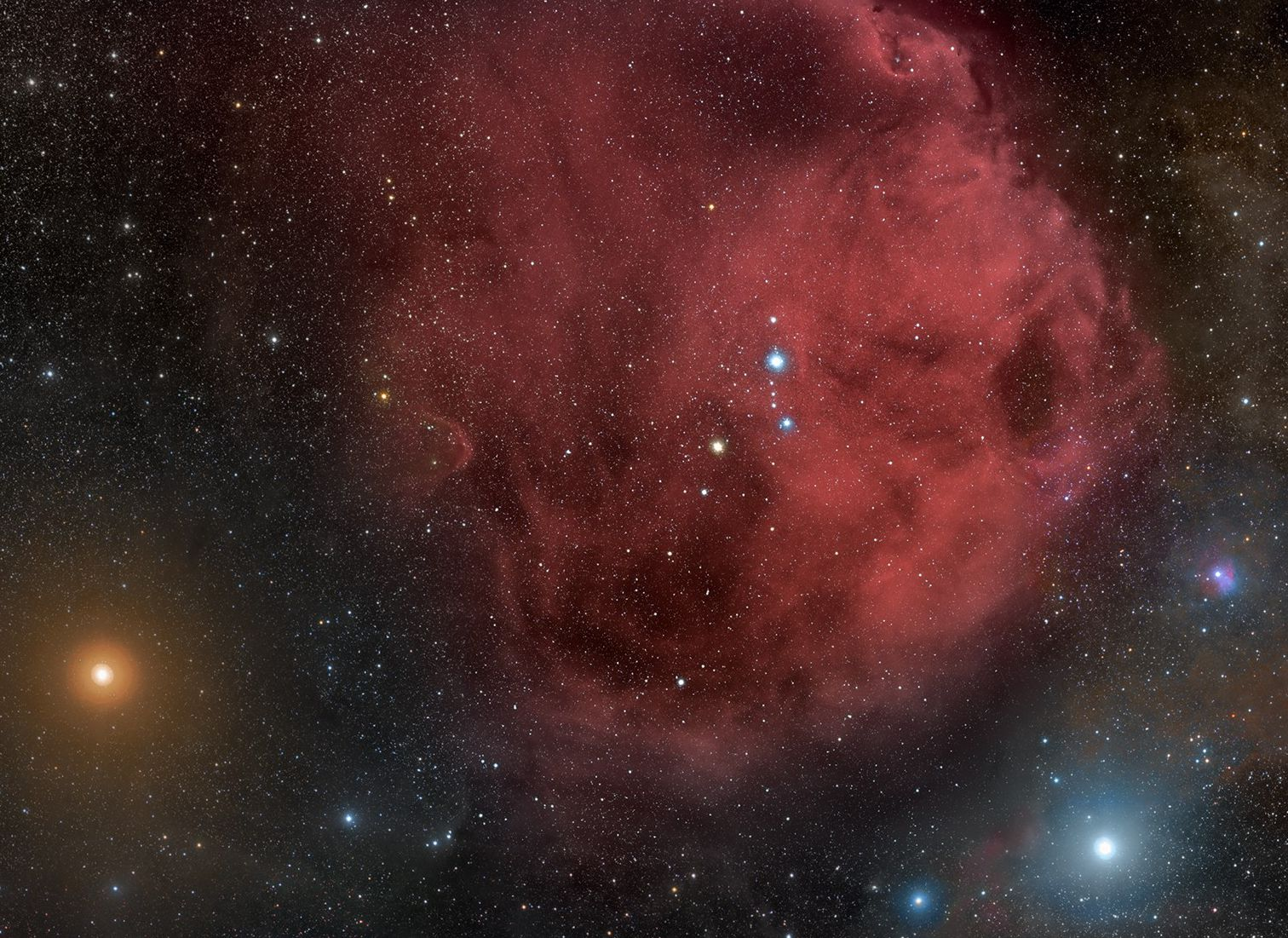
In questa immagine della Regione di Lambda Orionis, 32 Orionis è visibile alla sinistra di Bellatrix, che occupa l'angolo in basso a destra dell'immagine.

Si tratta di una stella situata nell'emisfero celeste boreale, ma molto in prossimità dell'equatore celeste; ciò comporta che possa essere osservata da tutte le regioni abitate della Terra senza alcuna difficoltà e che sia invisibile soltanto nelle aree più interne del continente antartico. Nell'emisfero nord invece appare circumpolare solo molto oltre il circolo polare artico. Essendo di magnitudine 4,2, la si può osservare anche dai piccoli centri urbani senza difficoltà, sebbene un cielo non eccessivamente inquinato sia maggiormente indicato per la sua individuazione.
Il periodo migliore per la sua osservazione nel cielo serale ricade nei mesi compresi fra fine ottobre e aprile; da entrambi gli emisferi il periodo di visibilità rimane indicativamente lo stesso, grazie alla posizione della stella non lontana dall'equatore celeste.

## Caratteristiche fisiche
32 Orionis è una stella binaria, dove la principale è una bianco-azzurra di sequenza principale circa 5 volte più massiccia del Sole. La compagna dista 1,5 secondi d'arco ed ha una magnitudine apparente di +5,75, mentre la principale è di magnitudine +4,44. La magnitudine assoluta combinata è invece di -0,63 e la sua velocità radiale positiva indica che la stella si sta allontanando dal sistema solare.